# 27900 Cecconi
27900 Cecconi è un asteroide della fascia principale. Scoperto nel 1996, presenta un'orbita caratterizzata da un semiasse maggiore pari a 2,9339460 au e da un'eccentricità di 0,0951309, inclinata di 16,71744° rispetto all'eclittica.
L'asteroide è dedicato all'italiano Massimo Cecconi che ha contribuito al satellite Gaia e alla Stazione spaziale internazionale.